# Wait (canción de White Lion)
«Wait» es una canción de la banda de rock estadounidense White Lion, escrita por el cantante Mike Tramp y el guitarrista Vito Bratta. Fue el primer sencillo del álbum Pride.
El sencillo fue publicado el 1 de junio de 1987, pero no ingresó en las listas de éxitos hasta febrero de 1988, en la misma época en que la banda grabó su célebre directo Live in New York para la cadena MTV. En mayo de 1988, "Wait" se ubicó en la posición # 8 de las listas de éxitos estadounidenses.

## Lista de canciones del sencillo
1. «Wait» – 4:00
2. «Don't Give Up» – 3:15